# Hofmark Giebing
Die Hofmark Giebing war eine Hofmark mit Sitz in Giebing, heute ein Gemeindeteil von Vierkirchen im oberbayerischen Landkreis Dachau.
Verschiedene Besitzerwechsel der Hofmark fanden bis Anfang des 19. Jahrhunderts statt. Das Schloss in Giebing wurde 1804 wegen Baufälligkeit abgebrochen. 
Im Jahr 1833 kaufte Freiherr von Vequel die Hofmark von den Haslang. Die Freiherren von Vequel hatten kurz vorher bereits die Hofmark Kammerberg erworben.